# Statistics New Zealand
Statistics New Zealand (en maori Tatauranga Aotearoa) est l'organisation gouvernementale de Nouvelle-Zélande s'occupant des statistiques officielles du pays, sur ordre de la Statistics Act 1975. Elle était connue sous le nom de Department of Statistics jusqu'en 1994. 
L'actuel ministre des statistiques est David Clark depuis 2020.

## Sources
- (en) Cet article est partiellement ou en totalité issu de l’article de Wikipédia en anglais intitulé « Statistics New Zealand » (voir la liste des auteurs).